# Yemanja coimbrai
Yemanja coimbrai is een mosselkreeftjessoort uit de familie van de Macrocyprididae. De wetenschappelijke naam van de soort is voor het eerst geldig gepubliceerd in 2005 door Brandão.